# Medasina basistrigaria
Medasina basistrigaria là một loài bướm đêm trong họ Geometridae.